# 刑弒厲
《刑弒厲》（英語：The Crucifixion）是一部2017年羅馬尼亞與英國合拍的超自然恐怖片，由哈維爾·根斯執導，蘇菲·庫克森、科爾內留·尤里西及布塔妮·艾許霍主演。
電影在荷蘭於2017年7月27日正式首映。

## 劇情
故事敘述一名女記者跟著神父共同深入某場宗教謀殺案，並也意外地喚醒惡靈的力量...。

## 演員
- 蘇菲·庫克森 飾 Nicole Rawlins
- 科爾內留·尤里西（英语：Corneliu Ulici） 飾 Father Anton
- 布塔妮·艾許霍（英语：Brittany Ashworth） 飾 Vaduva

## 反響
爛番茄基於12條評論，持有0%的新鮮度，平均得分為3.6/10，評價不佳。

## 外部連結
- 互联网电影数据库（IMDb）上《刑弒厲》的资料（英文）